# 리일환
리일환(1960년 ~ )은 조선민주주의인민공화국의 정치인이다. 조선로동당 정치국원 겸 당 비서, 당 근로단체부 부장이다.

## 경력
1960년에 평양에서 태어나, 만경대혁명학원과 김일성종합대학을 졸업했다. 국가체육지도위원회 부위원장과 조선노동당 근로단체부 청년과 종합지도원을 지냈다. 2002년 자동차 전복사고를 허위보고했다는 이유로 직위에서 물러나 함남 덕성광산노동자로 철직했다. 2007년 조선로동당 선전선동부 부과장과 조선직업총동맹 중앙위원회 함경남도 덕성군 지도원을 거쳐 2008년 당 선전선동부 예술과 과장에 임명되었다. 2014년 4월, 리영수 후임으로 당 중앙위 근로단체부 부장에 올랐다.
2016년 5월, 조선로동당 중앙위원회 위원 겸 새로 신설된 조선로동당 중앙정무국 근로단체부 부장에 임명되었다.
2019년 12월에는 조선로동당 선전선동부장에 임명되었으며, 2021년까지 근무하였다.

## 최고인민회의 대의원
1998년 7월, 최고인민회의 제10기 대의원을 지냈으며, 1998년 9월 최고인민회의 상임위원회 위원을 역임했다.

## 기타
1999년 9월 리종옥 사망 당시에 국가 장의위원회 위원을 맡았다.